# بیمان باگچی
بیمان باگچی (انگلیسی: Biman Bagchi؛ زادهٔ ۱ ژانویهٔ ۱۹۵۴) دانشمند در زمینه شیمی اهل هند و از دریافت کنندگان جایزه شانتی ساروپ بهاتنگار در شیمی است.